# Енрике Ормазабал
Енрике Ормазабал (шп. Enrique "Cua cuá" Hormazábal; Сантијаго де Чиле, 6. јануар 1931 — Сантијаго де Чиле, 18. април 1999) је био чилеански фудбалер

## Играчка каријера
У својој каријери Ормазабал је играо за два клуба и то у периоду од 1948 до 1963. године. Играо је у Сантијаго Морнингу и Коло Колоу.
У чилеанској првој лиги је са Коло Колом освојио три титуле државног првака 1956, 1960, 1963 и један куп Чилеа 1958. године.

### Клуб
| Екипа                | Период    | Утакмица | Голова | Просек |
| -------------------- | --------- | -------- | ------ | ------ |
| ФК Сантијаго Морнинг | 1948—1955 | ?        | ?      | ?      |
| Коло Коло            | 1956—1965 | 178      | 85     | 0.48   |
| Укупно               | 1948—1965 | 178      | 85     | 0.48   |

| Титула             | Клуб      | Држава | Година |
| ------------------ | --------- | ------ | ------ |
| Прва лига− Шампион | Коло Коло | Чиле   | 1956   |
| Куп Чилеа− Шампион | Коло Коло | Чиле   | 1958   |
| Прва лига− Шампион | Коло Коло | Чиле   | 1960   |
| Прва лига− Шампион | Коло Коло | Чиле   | 1963   |

### Репрезентација
| Турнир                                  | Држава     | резултат    | Утакмица | Голова |
| --------------------------------------- | ---------- | ----------- | -------- | ------ |
| Панамеричке игре 1952                   | Чиле       | 2. место    | 5        | 2      |
| Првенство Јужне Америке у фудбалу 1953. | Перу       | 4. место    | 6        | 0      |
| Квалификације 1954                      | Швајцарска | Елиминисани | 4        | 0      |
| Копа Америка 1955                       | Чиле       | 2. место    | 5        | 6      |
| Копа Америка 1956                       | Уругвај    | 2. место    | 5        | 4      |
| Панамеричке игре 1956                   | Мексико    | 6. место    | 4        | 1      |
| Квалификације 1958.                     | Швајцарска | Елиминисани | 2        | 0      |
| Укупно                                  | Укупно     | Укупно      | 31       | 13     |

## Индивидуална достигнућа
| Успех                                        | Година |
| -------------------------------------------- | ------ |
| Најбољи играч првенства Копа Америка у Чилеу | 1955   |
| Најбољи стрелац Копа Америка у Уругвају.     | 1956   |